# قرية ريو الأولمبية 2016

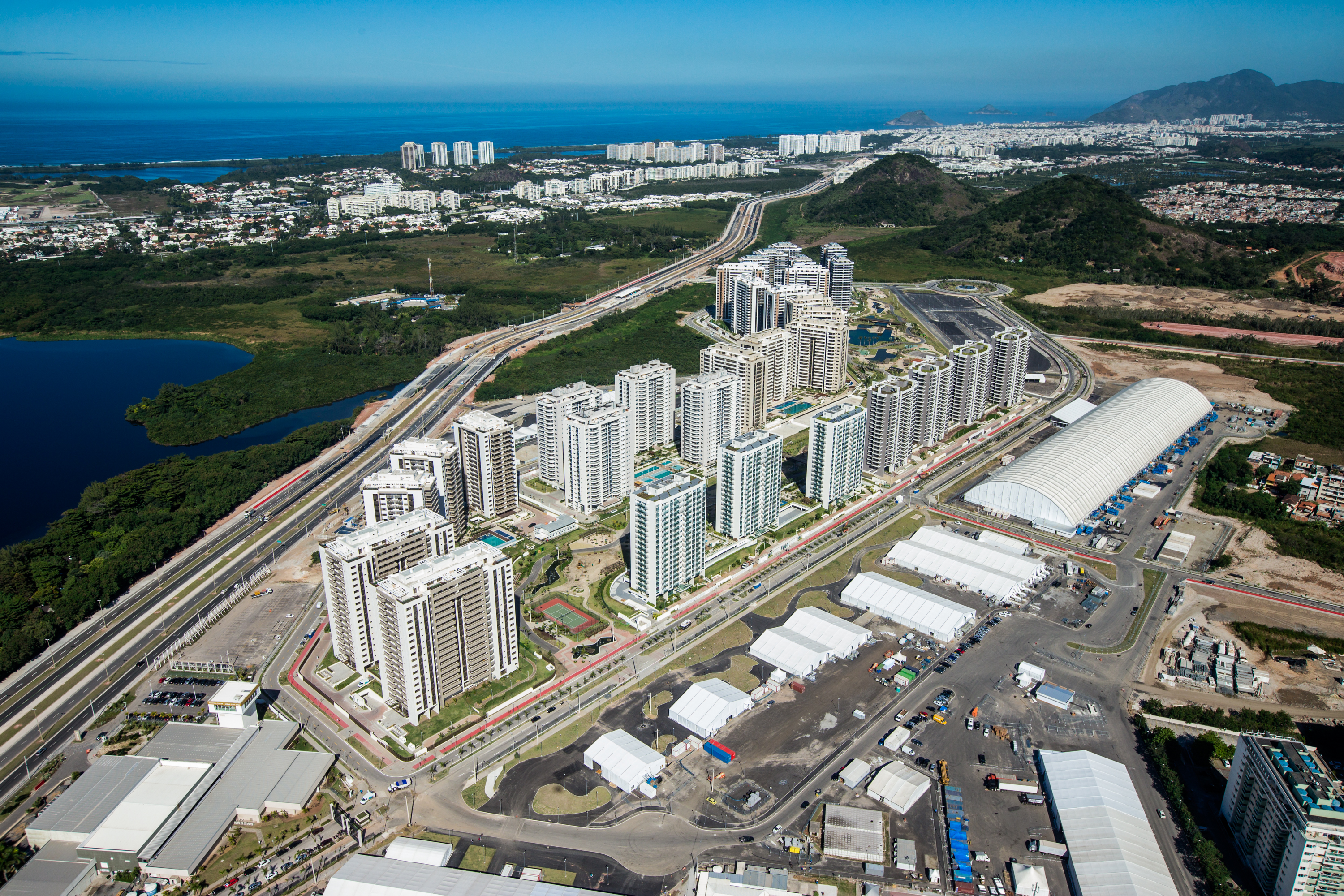
قرية ريو الأولمبية 2016.

قرية ريو الأولمبية 2016 تسمى أيضاً قرية الرياضيين أو القرية البارالمبية الأولمبية وهي مركز رياضي تم بنائه لتجمع جميع الرياضيين المشاركين، وكذلك المسؤولين والمدربين الرياضيين لدورة الألعاب الأولمبية الصيفية 2016، وتقع هذه القرية في بارا دا تيجوكا بالقرب من مجمع المدينة الرياضي.
تتسع القرية لحوالي 17950 شخصاً وفيها حوالي 3604 شقة و31 مبنى، وتُعتبر واحدة من أكبر القرى الأولمبية في تاريخ الألعاب الأولمبية.